# Thidna Conservation Park
Thidna Conservation Park är en park i Australien. Den ligger i delstaten South Australia, omkring 150 kilometer väster om delstatshuvudstaden Adelaide.
Trakten runt Thidna Conservation Park är nära nog obefolkad, med mindre än två invånare per kvadratkilometer.. Närmaste större samhälle är Corny Point, omkring 11 kilometer nordost om Thidna Conservation Park.
Trakten runt Thidna Conservation Park består till största delen av jordbruksmark. Genomsnittlig årsnederbörd är 719 millimeter. Den regnigaste månaden är juni, med i genomsnitt 136 mm nederbörd, och den torraste är januari, med 20 mm nederbörd.